# Salvaterra de Magos (freguesia)
Salvaterra de Magos is een plaats (freguesia) in de Portugese gemeente Salvaterra de Magos en telt 5123 inwoners (2001).